# Arthrocereus
Arthrocereus é um gênero botânico da família Cactaceae.

## Espécies
- Arthrocereus glaziovii
- Arthrocereus microsphaericus
- Arthrocereus rondonianus
- etc.